# Stanisław Herman (konstruktor)
Stanisław Herman (ur. 17 lutego 1887 w Małyszówce, zm. 16 marca 1969 w Katowicach) – polski wynalazca, inżynier górnik, konstruktor polskich aparatów tlenowych. 

## Życiorys
Urodził się w Małyszówce, w powiecie bałagańskim (gubernia irkucka), w hrabiowskiej rodzinie Romualda, powstańca styczniowego, zesłanego na Syberię, i Juli z Głębockich. Miał dwie siostry Leokadię i Jadwigę. Od 1906 roku przebywał we Lwowie, ukończył szkołę średnią – realną, zakończoną egzaminem dojrzałości. Od 1907 roku był studentem Politechniki Lwowskiej. W 1910 roku zosttał przesiedlony do Leoben (Styria w Austrii), gdzie kontynuował studia w Wyższej Szkole Górniczej. 
Podczas I wojny światowej (1914)  był żołnierzem Legionu Wschodniego (II Legion Polski). Jako poddanego Rosji, władze austriackie konfinowały (internowały) Hermana w Leoben. W 1917 roku ukończył studia w Wyższej Szkole Górniczej w Leoben z tytułem inżyniera górniczego. W 1917 roku został zatrudniony w Kierownictwie Szybu Wartinberg kopalni węgla w Seegraben koło Leoben, wchodzącej w skład Spółki Górniczej Austriacko-Alpejskiej. W latach 1918–1930 pracował w Towarzystwie Eksploatacji Soli Potasowych w Kałuszu, początkowo jako kierownik ruchu kopalni, od 1921 roku jako  dyrektor techniczny. W lipcu 1930 roku został mianowany dyrektorem Kopalni Doświadczalnej „Barbara” i Centrali Ratownictwa Górniczego w Mikołowie, którą to funkcję pełnił do wybuchu II wojny światowej.
Po wybuchu wojny wyjechał wraz z rodziną na kresy wschodnie II RP i dalej w kierunku Rumunii, ale nie wybrał emigracji. W latach 1939–1941 przebywał w Kołomyi, początkowo pracował w Zarządzie Kopalń Węgla Brunatnego w Kołomyi, później, po zlikwidowaniu Zarządu Kopalń, jako urzędnik Magistratu Kołomyi. Po inwazji niemieckiej, od sierpnia 1941 był zatrudniony w zarządzie kopalni węgla brunatnego w Kołomyi w charakterze urzędnika technicznego (starszy inżynier).
W lutym 1944 roku, w ramach robót przymusowych został przydzielony do pracy w fabryce samochodów Fa. A. Fross Büssing w Wiedniu jako pomocnik ślusarza.
Po powrocie do Polski, od 28 czerwca 1945 roku został Dyrektorem Okręgowej Stacji Ratunkowej i Kopalni Doświadczalnej „Barbara” w Mikołowie przy Centralnym Zarządzie Przemysłu Węglowego (CZPW) w Katowicach. Po dwóch latach został zmuszony do  zmiany pracy i pracował kolejno: w Wydziale Bezpieczeństwa Pracy i Ratownictwa Górniczego Ministerstwa Górnictwa w Katowicach, w Wydziale Inspekcji Departamentu Produkcji Ministerstwa Górnictwa w Katowicach, w Rudzkich Zakładach Przemysłu Węglowego, KWK „Szombierki” w Bytomiu.
Jego żoną była Maria z domu Kotkowska, miał syna Zbigniewa oraz córkę Annę. 
Zmarł 16 marca 1969 roku w Katowicach, pochowany na katowickim cmentarzu przy ul. Henryka Sienkiewicza.

## Wynalazki

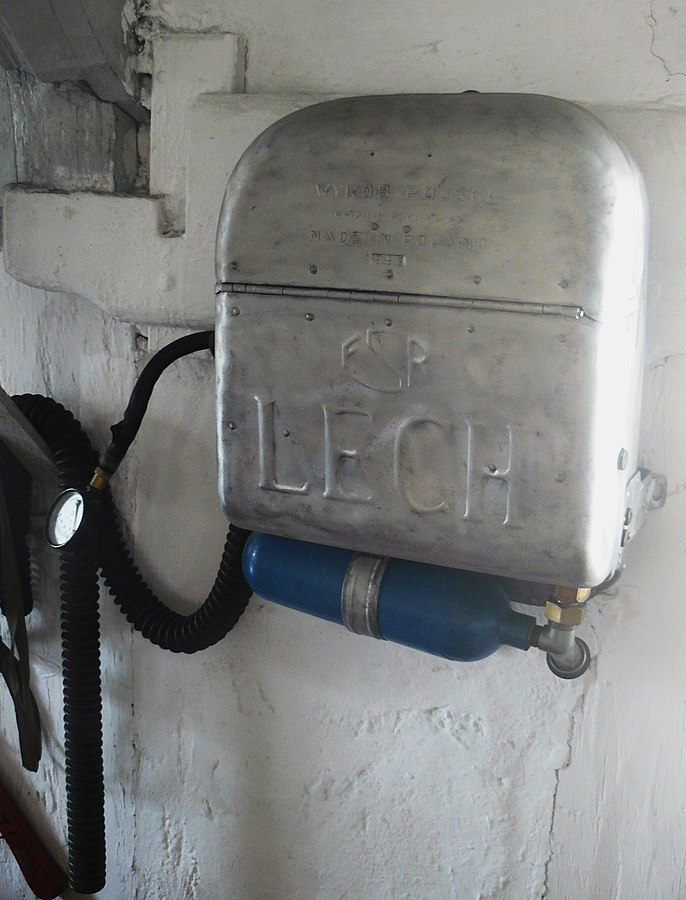
Aparat Inżyniera Hermana

Stanisław Herman jest twórcą pierwszych polskich tlenowych aparatów oddechowych, wyposażonych w urządzenia z automatyczno-płucnym dawkowaniem tlenu:
- „Gnom” – przeznaczony do zastosowania w górnictwie, w wyniku jego modyfikacji powstał lżejszy typ „Lech”[2],
- „Lech” – skonstruowany w 1937 roku, przeznaczony dla wojska,
- „Lech-Gnom” – skonstruowany w 1938 roku, posiadał wzmocnioną budowę, przeznaczony do pracy w czasie podziemnych akcji ratowniczych, z powodu wybuchu II wojny światowej nie uruchomiono jego seryjnej produkcji[1].

Za podstawę wymienionych konstrukcji Herman przyjął dwa swoje patenty wydane przez Urząd Patentowy Rzeczypospolitej Polskiej– patent nr 20662 na tlenowy aparat udzielony 29 X 1934 r. oraz patent nr 21520 na zawór do regulowania dopływu gazu,  udzielony 15 maja 1935 roku.
W latach 1957 – 1960 współautor kilku opatentowanych wynalazków, takich jak nowy typ stalowej kotwy do obudowy wyrobisk górniczych, rozszerzacz końcówki otworu wiertniczego, sposób utwardzania płynnej podsadzki górniczej. 
W czasie pracy w Towarzystwie Eksploatacji Soli Potasowych w Kałuszu wprowadził wiele innowacji m.in. opalanie panwi z solą jadalną za pomocą własnej konstrukcji palników na gaz ziemny oraz podsadzanie wyrobisk odpadami z produkcji.

## Ordery i odznaczenia
- Krzyż Kawalerski Orderu Odrodzenia Polski (11 listopada 1934) - „za zasługi na polu społeczno-gospodarczym”